# 林泰広
林 泰広（はやし やすひろ、1965年 -）は、日本の小説家、推理作家。

## 経歴
東京都生まれ。
1996年、鮎川哲也によって選ばれ光文社の公募アンソロジー『本格推理8 悪夢の創造者たち』に短編「二隻の船」が掲載される。その後、1998年に『本格推理13 幻影の設計者たち』に「プロ達の夜会」、1999年に『本格推理14 密室の数学者たち』に「問う男」が掲載される。
2002年4月、光文社の新人発掘企画「KAPPA-ONE登龍門」開始時に、その第1期生に選抜され長編ミステリ『The unseen 見えない精霊』でデビューした。同じく『本格推理』投稿者から選抜された石持浅海、加賀美雅之、東川篤哉もデビュー長編を刊行している。
デビュー作を刊行したのみで新刊の出版が無かったが、2017年12月に15年ぶりに新刊を刊行した。

## 作品リスト

### 小説
- 『The unseen 見えない精霊』（光文社、カッパ・ノベルス） 2002年4月  ISBN 978-4-334-07466-1 - 推薦：泡坂妻夫
- 『分かったで済むなら、名探偵はいらない』（光文社） 2017年12月 ISBN 978-4-334-91198-0
- 『オレだけが名探偵を知っている』（光文社） 2020年6月 ISBN 978-4-334-91354-0
- 『魔物が書いた理屈っぽいラヴレター』（光文社） 2022年9月 ISBN 978-4-334-91488-2

### アンソロジー
「」内の作品が林泰広の作品
- 「二隻の船」（光文社文庫『本格推理8 悪夢の創造者たち』） 1996年9月
- 「プロ達の夜会」（光文社文庫『本格推理13 幻影の設計者たち』） 1998年11月
- 「問う男」（光文社文庫『本格推理14 密室の数学者たち』） 1999年6月